# 維克多·斯文森
維克多·斯文森（丹麥語：Victor Svendsen，1995年8月2日—），丹麦男子羽毛球運動員。

## 簡歷
2013年1月，斯文森與Mads Storgaard Sørensen合作出戰愛沙尼亞羽毛球國際賽男子雙打項目，最後以0-2（21-5、21-17）的成績止步於準決賽。
2016年9月，斯文森出戰波蘭羽毛球國際賽，贏得男子單打冠軍。

## 主要比賽成績
只列出曾進入準決賽的國際賽事成績：
| 年份   | 賽事                 | 公開賽級別 | 項目     | 拍檔                    | 成績   |
| ------ | -------------------- | ---------- | -------- | ----------------------- | ------ |
| 2013年 | 歐洲青年羽毛球錦標賽 | 其他       | 混合團體 | －                      | 冠軍   |
| 2013年 | 愛沙尼亞羽毛球國際賽 | 國際系列賽 | 男子雙打 | Mads Storgaard Sørensen | 準決賽 |
| 2016年 | 波蘭羽毛球國際賽     | 國際系列賽 | 男子單打 | －                      | 冠軍   |
| 2016年 | 匈牙利羽毛球國際賽   | 國際系列賽 | 男子單打 | －                      | 亞軍   |
| 2016年 | 芬蘭羽毛球國際賽     | 國際系列賽 | 男子單打 | －                      | 冠軍   |
| 2017年 | 葡萄牙羽毛球國際賽   | 國際系列賽 | 男子單打 | －                      | 亞軍   |
| 2017年 | 匈牙利羽毛球國際賽   | 國際挑戰賽 | 男子單打 | －                      | 冠軍   |
| 2017年 | 挪威羽毛球國際賽     | 國際系列賽 | 男子單打 | －                      | 準決賽 |
| 2017年 | 意大利羽毛球國際賽   | 國際挑戰賽 | 男子單打 | －                      | 準決賽 |
| 2018年 | 葡萄牙羽毛球國際賽   | 國際系列賽 | 男子單打 | －                      | 準決賽 |
| 2018年 | 捷克羽毛球國際賽     | 國際系列賽 | 男子單打 | －                      | 冠軍   |
| 2018年 | 比利時羽毛球國際賽   | 國際挑戰賽 | 男子單打 | －                      | 亞軍   |
| 2018年 | 捷克羽毛球公開賽     | 國際挑戰賽 | 男子單打 | －                      | 亞軍   |
| 2018年 | 匈牙利羽毛球國際賽   | 國際挑戰賽 | 男子單打 | －                      | 亞軍   |
| 2018年 | 意大利羽毛球國際賽   | 國際挑戰賽 | 男子單打 | －                      | 冠軍   |
| 2019年 | 西班牙羽毛球國際賽   | 國際挑戰賽 | 男子單打 | －                      | 準決賽 |
| 2019年 | 比利時羽毛球國際賽   | 國際挑戰賽 | 男子單打 | －                      | 亞軍   |
| 2019年 | 匈牙利羽毛球國際賽   | 國際挑戰賽 | 男子單打 | －                      | 亞軍   |
| 2020年 | 瑞典羽毛球公開賽     | 國際系列賽 | 男子單打 | －                      | 冠軍   |
| 2020年 | 奧地利羽毛球公開賽   | 國際挑戰賽 | 男子單打 | －                      | 準決賽 |
| 2021年 | 丹麥羽毛球大師賽     | 國際挑戰賽 | 男子單打 | －                      | 亞軍   |
| 2021年 | 湯姆斯盃             | 其他       | 男子團體 | －                      | 季軍   |
| 2022年 | 韓國羽毛球公開賽     | 超級500賽  | 男子單打 | －                      | 準決賽 |
| 2022年 | 湯姆斯盃             | 其他       | 男子團體 | －                      | 季軍   |
| 2022年 | 捷克羽毛球公開賽     | 國際系列賽 | 男子單打 | －                      | 冠軍   |
| 2022年 | 匈牙利羽毛球國際賽   | 國際系列賽 | 男子單打 | －                      | 準決賽 |
| 2022年 | 愛爾蘭羽毛球公開賽   | 國際挑戰賽 | 男子單打 | －                      | 準決賽 |
| 2022年 | 威爾斯羽毛球國際賽   | 國際挑戰賽 | 男子單打 | －                      | 準決賽 |
| 2023年 | 瑞典羽毛球公開賽     | 國際系列賽 | 男子單打 | －                      | 冠軍   |
| 2023年 | 比利時羽毛球國際賽   | 國際挑戰賽 | 男子單打 | －                      | 準決賽 |
| 2023年 | 荷蘭羽毛球公開賽     | 國際挑戰賽 | 男子單打 | －                      | 冠軍   |

| 2007-2017年 | 首要超級賽 | 超級賽 | 黃金大獎賽 | 大獎賽 | 國際挑戰賽 | 國際系列賽 | 未來系列賽 | 其他 |

| 2018-2026年 | 總決賽 | 超級1000賽 | 超級750賽 | 超級500賽 | 超級300賽 | 超級100賽 | 國際挑戰賽 | 國際系列賽 | 未來系列賽 | 其他 |